# 西蒙尼·西尼
西蒙尼·西尼（義大利語：Simone Sini；1992年4月9日—）是一位意大利足球運動員，在場上的位置是中後衛。他現在效力於意大利足球乙級聯賽球隊佩魯賈足球俱樂部。他也代表意大利國青隊參賽。